# 豪伊航空阿古斯特维斯特兰AW139坠机事件
一架豪伊航空的阿古斯特维斯特兰AW-139型直升机于2014年3月13日晚间从英格兰诺福克郡南诺福克区吉灵汉起飞后不久因浓雾坠毁。飞机上的四人全数罹难。调查显示，因外部光源不足，飞行员产生了躯体重力错觉，误认为飞机在上升，但实际上是在坠地。

## 航机相关
本次事故的航机是阿古斯特维斯特兰AW139直升机，制造商序号31421，注册编号G-LBAL。该机于2012年产于意大利，于当年9月18日交付豪伊航空，是豪伊航空的唯一一架阿古斯特维斯特兰直升机。本次事故的罹难者之一爱德华·豪伊男爵正是豪伊航空的创办人。爱德华·豪伊曾在2013年就直升机漏油、螺旋桨以及通讯和导航等问题起诉阿古斯特维斯特兰。

## 事故与搜救
AW-139直升机从吉灵汉山起飞，预定经停考文垂机场，终到唐郡罗斯切沃。其起飞后不久于当地时间19:26坠毁，事发地位于英国国家格网参考系统的TM407925处。目击者称这架直升机以45°的角度坠地，直升机的前部严重受损。
事发时空中有雾，机上四人全部死亡。第二天，他们的遗体被搬离飞机残骸。
诺尔福克警察队要求北爱尔兰警方协助调查事故，爱德华·豪伊的另一家公司也要求警方调查。3月14日，事发地被移交给航空事故调查局。诺尔福克警方没有发现可疑的要素，并对此“感到满意”。15日，直升机的螺旋桨和尾翼被拆除，机身则在16日被运往法恩伯勒的调查局总部。诺尔福克消防局、英国皇家海军和空军参与了搜救。警方为搜救而施行的封路最后于3月17日9:25解除。

## 事后调查
英国航空事故调查局对这起事故展开调查。3月15日，提取出了飞行记录仪的数据。4月4日，调查局公布了特别报告，表明直升机从起飞到坠毁时没有机械故障，也没有碰撞任何物体。最终的调查报告原定2015年3月公布，后来推迟到10月。其中说明事故主要原因是飞行员因空间定向障碍导致的躯体重力错觉。
验尸于3月20日开始，在调查出四名遇难者在事故中头部和胸部受伤之后延期到7月。2016年1月，验尸结束，裁定四名遇难者系意外死亡。验尸官在验尸途中要求航空事故调查局向其提供驾驶舱内的录音，使调查局的官员遭罚款。此事后来被上诉至高等法院，高等法院称只有其自身才有权公开这些资料。罚款最后被退回。